# Берхтолд фон Нойенбург
Берхтолд фон Нойенбург (на немски: Berchtold von Neuenburg, на френски: Berthold Ier de Neuchâtel; * ок. 1183; † 1259/или 20 август 1261) е граф на Нойенбург до 9 април 1218 г. и сл. 1225 г., и до 1261 г. господар (сеньор) на Ньошател в кантон Ньошател, в Западна Швейцария.
Той е син на граф Рудолф II фон Нойенбург († пр. 30 август 1196) и съпругата му графиня с неизвестно име. Внук е на граф Улрих II фон Нойенбург-Нидау († 1191/1192) и съпругата му Берта фон Гренчен († 1192). Правнук е на граф Рудолф I де Ньошател († ок. 1149) и Емма де Глане († сл. 1170). Племенник е на граф Улрих III фон Нидау († 1225) и на Бертхолд фон Нойенбург († 1220), епископ на Лозана (1212 – 1220). Първи братовчед е на Хайнрих фон Нойенбург († 1274), епископ на Базел (1263 – 1274).
Берхтолд фон Нойенбург е много малък, когато баща му почива и чичо му Улрих III става негов настойник. Под настойничеството на чичо си, през 1214 г. той предоставя „франчайзи“ на град Ньошател, за да го засели отново, акт, одобрен от чичо му Бертхолд/Бертолд дьо Ньошател, епископ на Лозана. Съгласно „франчайзите“, в случай на разногласия между лорда и неговите поданици, последните могат да обжалват за „арбитраж“ от епископа и дори от папата. Това по-късно довежда до правото, поето от архиепископа на Безансон, като началник на епископа на Лозана, да се намесва по въпроси, засягащи графство Ньошател през 1373 и 1458 г.
Берхтолд е съвместен владетел на Ньофшател със своя чичо Улрих III. Той е граф на Ньошател до 9 април 1218 г., когато се състои разделение, при което той става господар на Ньошател/Нюшател, но чичо му става единствен граф на Нюшател. Улрих отстъпва на племенника си баронството на Вал дьо Траверс. След смъртта на чичо му през 1225 г. Берхтолд отново става граф на Ньошател.
По време на управлението на Берхтолд в Ньошател е създаден „трибунал на три имения“, съставен от църковни канони, граждани и благородници. Той също така създава няколко нови административни служби и предприема редица граждански реформи.
Берхтолд умира 1259 г. или на 20 август 1261 г. През 1249 г. замъкът изгаря. Син му Рудолф III фон Нойенбург († 1263) го построява отново през 1250 г. и става граф.

## Фамилия
Берхтолд фон Нойенбург се жени пр. 1223 г. за Рихенца фон Фробург († ок. 20 октомври 1224/1225 или сл. 1267), дъщеря на граф Херман II фон Фробург (* пр. 1213) и графиня Рихенца фон Кибург-Дилинген-Ленцбург († сл. 1206). Te имат четири сина:
- Рудолф III фон Нойенбург († 1263), строи 1250 г. нов замък Ньошател, женен пр. 1249 г. за графиня Сибила фон Момпелгард († сл. 1274); имат седем деца, пет сина и две дъщери
- Херман фон Нойенбург († сл. 1247)
- Хайнрих фон Нойенбург († сл. 1231)
- Вилхелм фон Нойенбург († 1224/1228)